# Сно (село)
Сно (груз. სნო) — село в Грузии, на территории Казбегского муниципалитета края (мхаре) Мцхета-Мтианети.

## География
Село находится в северо-восточной части Грузии, на берегах реки Сносцкали, на расстоянии приблизительно 4 километров (по прямой) к югу от посёлка городского типа Степанцминда, административного центра муниципалитета. Абсолютная высота — 1776 метров над уровнем моря.

## Население
По результатам официальной переписи населения 2014 года в Сно проживало 263 человека (122 мужчины и 141 женщина). В национальной структуре населения грузины составляли 100 %.
| Год  | Население, человек |
| ---- | ------------------ |
| 2002 | 418                |
| 2014 | ↘ 263              |